# Хиемпсал I
Вижте пояснителната страница за други личности с името Хиемпсал.
Хиемпсал I (на латински: Hiempsal) e цар на масилите в Нумидия през 118 пр.н.е. – 117 пр.н.е. в днешен Алжир, Северна Африка.

## Произход и управление
Той е по-малкият син на цар Миципса и внук на Масиниса. Брат е на Адхербал и братовчед на осиновения от баща му Югурта.
След смъртта на баща му през 118 пр.н.е. Хиемпсал идва на трона. По настояване на Рим царството е разделено на три части между него, брат му Адхербал и Югурта. Скоро след това започват борби за надмощие, при които Хиемпсал е убит през 117 пр.н.е. от Югурта.